# Sturm und Klang
Sturm & Klang ist ein unabhängiges Plattenlabel mit Sitz in München, das von Konstantin Wecker 2013 gegründet wurde und über das der Künstler seine eigenen Produktionen, aber auch die von jungen deutschsprachigen Singer-Songwritern veröffentlicht. Die ersten vier Künstler, die er unter Vertrag nahm, waren Dominik Plangger, Cynthia Nickschas, Florian Kirner und Roger Stein.

## Künstler (Auswahl)
An Werken folgender Künstler hat „Sturm & Klang“ aktuell Lizenz- und Produktionsrechte:
- Tamara Banez
- Miriam Hanika
- Andy Houscheid
- Florian Kirner
- Anna Katharina Kränzlein
- Pablo Miró
- Dominik Plangger
- Roger Stein
- Sarah Straub
- Vivek
- Vivid Curls
- Konstantin Wecker

## Konzert
Während der Corona-Pandemie veröffentlichte das Label am 20. Oktober 2020 ein Streamingkonzert, in dem Konstantin Wecker einige der Künstler präsentierte, die jeweils ein eigenes und ein Wecker-Lied spielten: Tamara Banez, Arjon Capel, Miriam Hanika, Josef Hien, Erwin R., Sarah Straub, Vivek sowie das Duo Prinzessin & Rebell (Anna Katharina Kränzlein und Florian Kirner). Wecker führte durch das Konzert und trug selbst eigene Lieder vor. Es ist das vierte Konzert der Reihe Poesie und Widerstand in stürmischen Zeiten.